# Strażnica WOP Zgorzelec
Strażnica Wojsk Ochrony Pogranicza Zgorzelice/Zgorzelec – zlikwidowany podstawowy pododdział graniczny Wojsk Ochrony Pogranicza pełniący służbę graniczną na granicy polsko-niemieckiej.

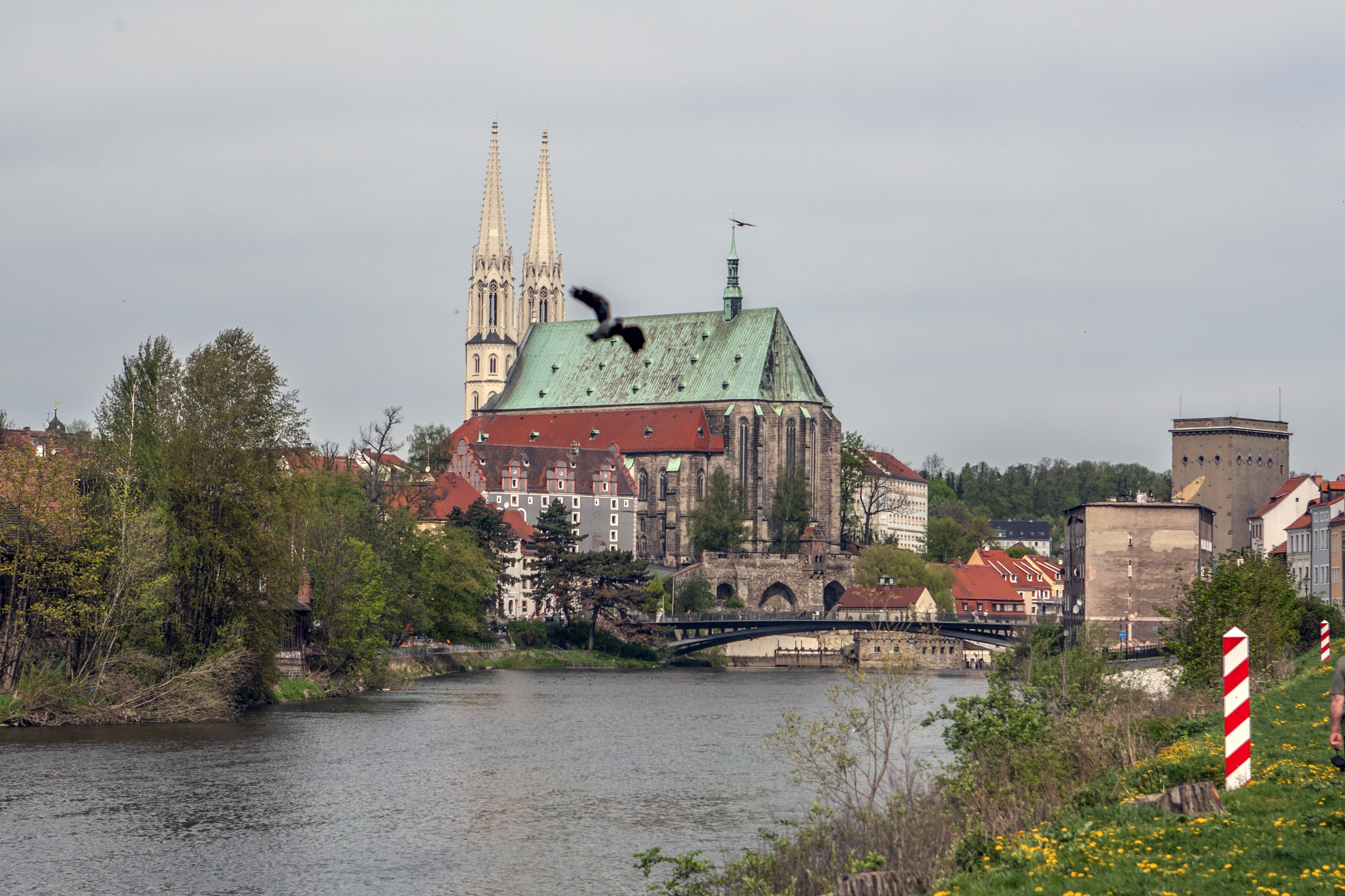
Granica polsko-niemiecka w Zgorzelcu (kwiecień 2012)

Strażnica Straży Graniczna w Zgorzelcu – zlikwidowana graniczna jednostka organizacyjna Straży Granicznej realizująca zadania bezpośrednio w ochronie granicy państwowej z Niemcami.

## Formowanie i zmiany organizacyjne
Strażnica została sformowana w 1945 w strukturze 4 komendy odcinka Zgorzelec jako 17 strażnica WOP (Zgorzelice) o stanie 56 żołnierzy. Kierownictwo strażnicy stanowili: komendant strażnicy, zastępca komendanta do spraw polityczno-wychowawczych i zastępca do spraw zwiadu. Strażnica składała się z dwóch drużyn strzeleckich, drużyny fizylierów, drużyny łączności i gospodarczej. Etat przewidywał także instruktora do tresury psów służbowych oraz instruktora sanitarnego. W 1947 została przeformowana na strażnicę I kategorii – 55 wojskowych.
W związku z reorganizacją oddziałów WOP, 24 kwietnia 1948 17 strażnica OP Zgorzelec została włączona w struktury 18 batalionu Ochrony Pogranicza, a 1 stycznia 1951 84 batalionu WOP w Zgorzelcu. 
Od 15 marca 1954 wprowadzono nową numerację strażnic w skali kraju, a strażnica I kategorii otrzymała nor 22.
W 1956 rozpoczęto numerowanie strażnic na poziomie brygady. Strażnica specjalna Zgorzelec była 22. w 8 Brygadzie Wojsk Ochrony Pogranicza. W tym samym rozformowano GPK Zgorzelec i Jej funkcję przejęła 22 strażnica WOP Zgorzelec.
W 1960, po kolejnej zmianie numeracji, strażnica posiadała numer 6 i zakwalifikowana była do kategorii I w 8 Łużyckiej Brygadzie WOP . W 1964 strażnica WOP nr 5 Zgorzelec uzyskała status strażnicy lądowej i zaliczona została do I kategorii.
Straż Graniczna:
Po rozwiązaniu w 1991 Wojsk Ochrony Pogranicza, strażnica w Zgorzelcu weszła w podporządkowanie Łużyckiego Oddziału Straży Granicznej i przyjęła nazwę Strażnica Straży Granicznej w Zgorzelcu (Strażnica SG w Zgorzelcu).
W 2000 rozpoczęła się reorganizacja struktur Straży Granicznej związana z przygotowaniem Polski do wstąpienia, do Unii Europejskiej i  przystąpieniem do Traktatu z Schengen. Podczas restrukturyzacji wprowadzono kompleksową ochronę granicy już na najniższym szczeblu organizacyjnym tj. strażnica i graniczna placówka kontrolna. Wprowadzona całościowa ochrona granicy zniosła podział na graniczne jednostki organizacyjne ochraniające tylko tzw. „zieloną granicę” i prowadzące tylko kontrole ruchu granicznego. W wyniku tego, 2 stycznia 2003, nastąpiło zniesie strażnicy SG w Zgorzelcu. Ochraniany przez strażnicę odcinek granicy, przejęła Graniczna Placówka Kontrolna SG w Zgorzelcu (GPK SG w Zgorzelcu).

## Ochrona granicy
W 1958 w strażnicy zorganizowano drużynę „służby niemundurowej” N.

## Wydarzenia

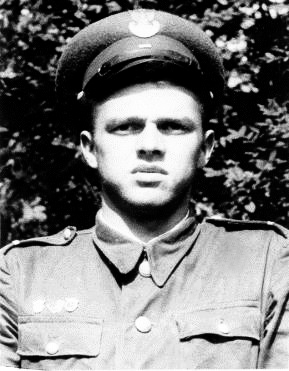
st. szer. Wiktor Harpunik – Bohater Łużyckiej Brygady WOP

- 1954 – 27 września o godz. 3.45 patrol w składzie st. szer. Hapunik i szer. Kruczek ujrzał na niebie race sygnalizacyjną i udał się w tamto miejsce. Na miejscu czekali na nich żołnierze podsłuchu, dowódca strażnicy ppor. Edward Lewandowski oraz przewodnik psa tropiącego szer. Julian Malarek i żołnierze patrolu pogotowia. Dzięki węchowi psa zatrzymano dwie osoby ukrywające się w krzakach. Z ich zeznań wynikało, że są jeszcze dwie. W chwilę później, podczas przeczesywania terenu, st. szer. Hapunik i szer. Kruczek usłyszeli plusk wody. Ujrzeli wówczas w korycie rzeki kobietę i mężczyznę. Hapunik wskoczył do wody i wyprowadził podejrzaną, którą przejął szer. Kruczek. St. szer. Harpunik ponownie wskoczył do wody. Po przepłynięciu kilku metrów trafił na głębię i zaczął tonąć. Ponieważ wcześniej został postrzelony nie miał dość sił by dopłynąć do brzegu. Na ratunek pospieszyli mu st. szer. Stanisławczyk i ppor. Lewandowski. Niestety Stanisławczyk również zaczął tonąć i d-ca strażnicy musiał ratować najpierw jego (był bliżej). Hapunika już nie zdążył. Za wykazane męstwo i koleżeństwo w tej akcji szer. Stanisławczyk i Kruczek odznaczeni zostali srebrnymi medalami „Zasłużonym na Polu Chwały”. St. szer. Hapunik pośmiertnie otrzymał awans na kaprala i Krzyż Walecznych. Jednocześnie postanowiono wpisać jego nazwisko do Honorowej Księgi Łużyckiej Brygady Wojsk Ochrony Pogranicza i uznać go za Bohatera[14]. W trzydziestą rocznicę utworzenia Wojsk Ochrony Pogranicza tj. 10 czerwca 1975, kpr. Wiktor Hapunik wpisany został do „Honorowej Księgi Zasłużonych dla WOP” jako zasłużony żołnierz WOP, który oddał życie w walce o utrwalanie władzy ludowej i zabezpieczenie granicy państwowej[15].
- 1976 – wycofano ostatecznie z granicy rowery, zastępując je motocyklami małolitrażowymi; WSK-175 dla kadry i WSK-125 dla żołnierzy służby zasadniczej (5–13 motocykli w zależności od obsady i na jakiej granicy). Wyposażone w łączność radiową motocykle stały się podstawowym środkiem transportu w służbie patrolowej i rozpoznawczej[16].

## Upamiętnienie
Dla uczczenia pamięci kpr. Wiktora Harpunika wykonano pomnik w miejscu tragedii, w Zgorzelcu przy ul. Henrykowskiej. Jest to dużych rozmiarów płyta betonowa, do której przymocowano tablicę z tekstem: „W tym miejscu zginął śmiercią bohatera dnia 27.09.1954 w służbie ochrony granic Rzeczypospolitej Polskiej kpr. Wiktor Hapunik”. Do pomnika można dotrzeć zbudowaną ścieżką rowerową. Początkowo pomnikiem opiekowali się żołnierze WOP. W każdą rocznicę składali oni kwiaty i wystawiali wartę. Odbywały się też wówczas zawody wędkarskie o puchar Wiktora Hapunika. O miejsce to dbał również Tadeusz Woźniak – mieszkaniec pobliskich Jędrzychowic, który pełnił służbę wojskową razem z ww. Tadeusz Woźniak zmarł (pochowano go w Łagowie) a WOP przestał istnieć. W 2009 wykonano prace odświeżające przez członków Miejsko–Gminnego Koła Związku Żołnierzy LWP.

## Strażnice sąsiednie
- 16 strażnica WOP Adomierzyce ⇔ 18 strażnica WOP Penzig – 1946
- 16 strażnica OP Radomierzyce ⇔ 18 strażnica OP Żarka – jesień 1948
- 17a strażnica OP Koźlice ⇔ 18 strażnica OP Żarka – jesień 1949
- 21 strażnica WOP Koźlice I kat. ⇔ 23 strażnica WOP Żarka I kat. – 1956
- 7 strażnica WOP Koźlice II kat. ⇔ 5 strażnica WOP Żarka II kat. – 31.12.1959
- 6 strażnica WOP Koźlice lądowa II kat. ⇔ 2 strażnica WOP Żarka lądowa II kat. – 1.01.1964

Straż Graniczna:
- Strażnica SG w Radomierzycach ⇔ Strażnica SG w Pieńsku – 16.05.1991.

## Dowódcy/komendanci strażnicy
- por. Dyzmund Schachner (był w 10.1946)[f]
- kpt. Henryk Ferster (był w 1948)[19]
- kpt. Henryk Ciechanowski (do 1952)[20]
- ppor. Edward Lewandowski (był 27.09.1954)[14].